# Franja violeta

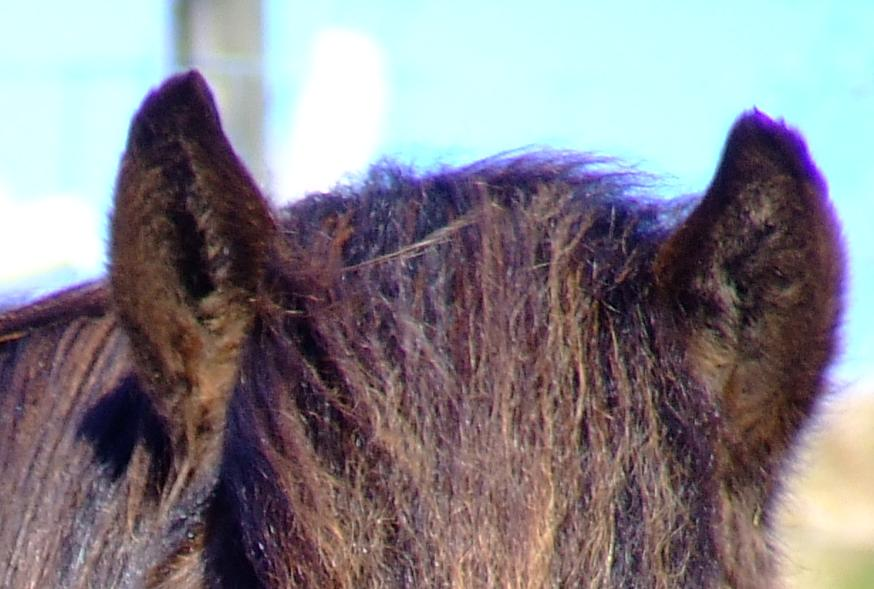
La franja violeta severa puede verse en los bordes del caballo sobre su frente y orejas.

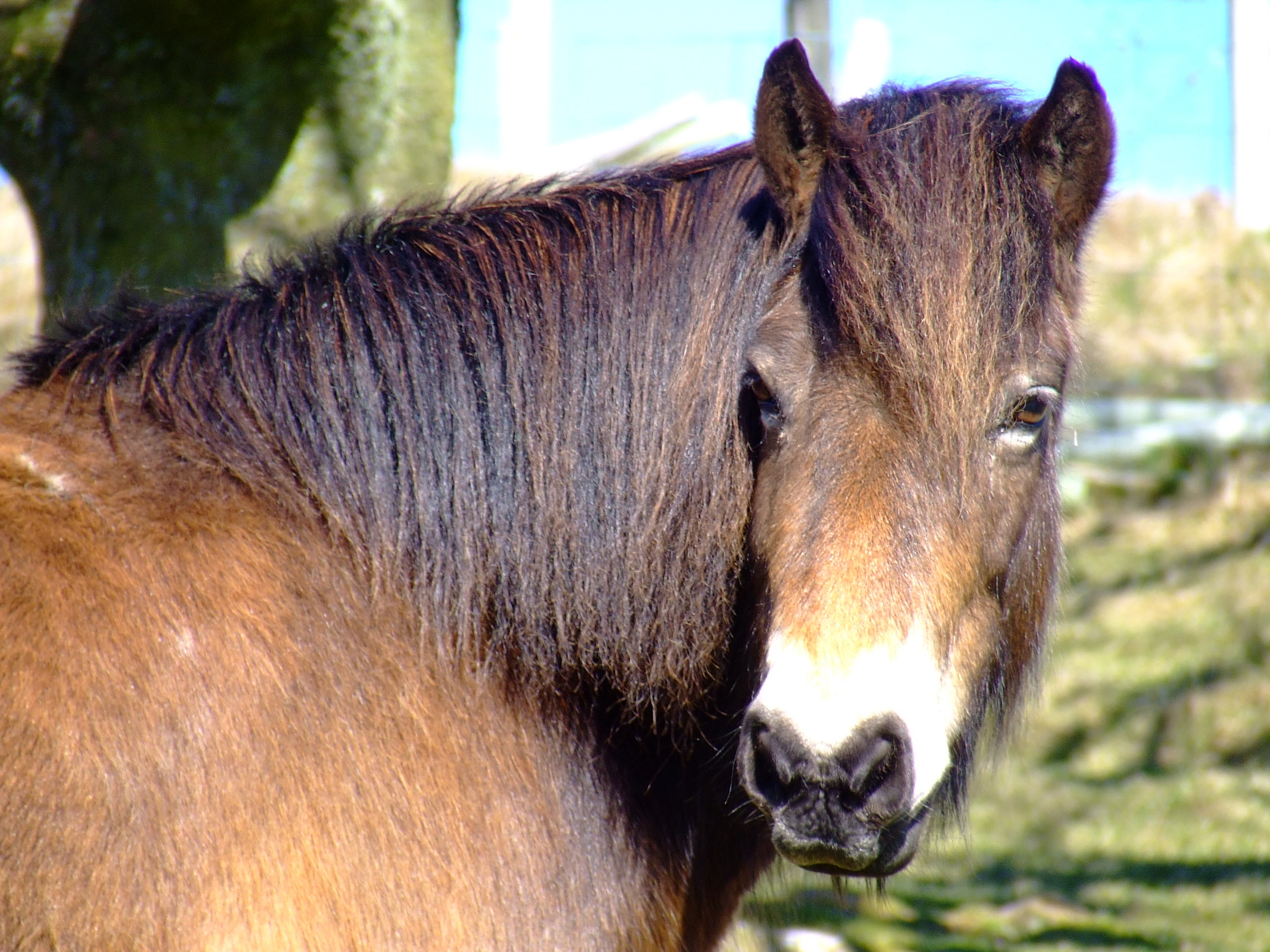
El contexto más grande de la imagen cortada en la parte superior, tomada por una cámara Fujifilm FinePix S5200.

En fotografía, y particularmente en fotografía digital, la franja violeta o purple fringing (en ocasiones llamada PF) es el término que refiere a una imagen fuera de foco violeta o magenta, de manera "fantasmal" sobre una imagen o fotografía. Este defecto es generalmente más visible como un color sobre los bordes adyacentes sobre áreas brillantes en el espectro de iluminación, como en la luz de día o varios tipos de lámparas de gas.
Los lentes en general cuentan con aberraciones cromáticas en donde diferentes colores de luz no se enfocan sobre el mismo plano. 
Normalmente, los diseños de los lentes están optimizados para que dos o más (al menos tres para lentes apocromáticos) longitudes de onda de luz en el rango visible, se enfoquen en el mismo plano. Las longitudes de onda muy diferentes a aquellas optimizadas en el proceso de diseño pueden encontrarse severamente fuera de foco cuando la referencia de color esta en foco; esta aberración cromática axial es usualmente severa en longitudes de onda cortas (violeta). La función del lente puede ser baja para aquellas ondas de otras formas, incluyendo un incremento en las llamaradas sobre el lente flare debido a revestimientos anti-reflejo que igualmente han sido optimizados para las longitudes de ondas esperadas.
La mayoría de las películas tiene relativamente una baja sensibilidad hacia los colores fuera del rango de lo visible, tan claros y dispersos cerca del ultravioleta (UV) o cerca del infrarrojo (IR) raramente tiene un impacto significativo en la imagen grabada. Como sea, los sensores usados comúnmente en las cámaras digitales son sensibles a un rango amplio de longitudes de onda. Aunque el vidrio del lente por sí mismo filtra mucha de la luz UV, y todas las cámaras digitales diseñadas para fotografía a color incorporan filtros para reducir la sensibilidad hacia los rojos e infrarrojos, la aberración cromática puede ser suficiente para incrementar el brillo las luces violetas fuera de foco y pintar cerca de las regiones obscuras de la imagen. Los días nublados y brillantes o cielos brumosos son grandes fuentes de rayos de luz ultravioleta dispersos, por lo que tienden a provocar el problema.
El término purple fringe - franja violeta usado para describir un aspecto de las aberraciones cromáticas viene desde 1833.
Un desenfoque general de las ondas de longitud más cortas resultan en una franja violeta en todos los lados de un objeto brillante es el resultado de una aberración cromática axial o longitudinal . Frecuentemente estos efectos están mezclados en la imagen. La aberración cromática axial es más fácil de reducir al mantener el lente por debajo de la aberración lateral cromática, así la franja violeta puede ser dependiente de un Número f (óptica): entre mayor sea este (menor apertura) la aberración axial desaparece.

## Otras explicaciones
La franja morada es usualmente atribuida a la aberración cromática descrita arriba, sin embargo, no está claro que todas las franjas que aparecen puedan ser explicadas de esta manera. Otras causas a las que se les atribuye su aparición en la fotografía digital incluyen hipótesis sobre efectos en el sensor:
- Ruido digital en las áreas obscuras de la imagen.
- Procesamiento de la imagen y la interpolación entre artefactos (casi todos los CCDs y CMOS requieren un procesamiento considerable).
- Luces ultravioleta y/o infrarrojas.
- Florecimiento de la imagen por una sobreexposición del sensor CCD (no aplicable a sensores CMOS).

## Mitigaciones
Los métodos más comunes para evitar la franja violeta incluye:
- Evitar disparar el obturador con un lente completamente abierto, con lentes de alta sensibilidad al contraste.
- Evitar sobreexponer las luces altas (e.g. reflejos especulares y cielos brillantes detrás de objetos obscuros).
- Disparar con un Haze-2A u otro filtro grande de protección UV.[2]

El proceso posterior para eliminar estas franjas (o cualquier aberración cromática en general) usualmente involucra escalar el canal del color de franja, o substraer algunas versiones escaladas sobre el canal de los azules, u otros trucos sobre el canal de los azules.